# دانیله دلی کاری
دانیله دلی کاری (انگلیسی: Daniele Delli Carri؛ زادهٔ ۱۸ سپتامبر ۱۹۷۱) بازیکن فوتبال اهل ایتالیا است.
از باشگاه‌هایی که در آن بازی کرده‌است می‌توان به باشگاه فوتبال فیورنتینا، باشگاه فوتبال تورینو، باشگاه فوتبال فوجا، باشگاه فوتبال ویرتوس لانچانو، باشگاه فوتبال پیاچنزا، باشگاه فوتبال روبور سیه‌نا، باشگاه فوتبال دلفینو پسکارا، و باشگاه فوتبال جنوآ اشاره کرد.
وی همچنین در تیم‌های ملی فوتبال زیر ۲۱ سال ایتالیا و Italy national under-23 football team بازی کرده‌است.